# Bodhrán

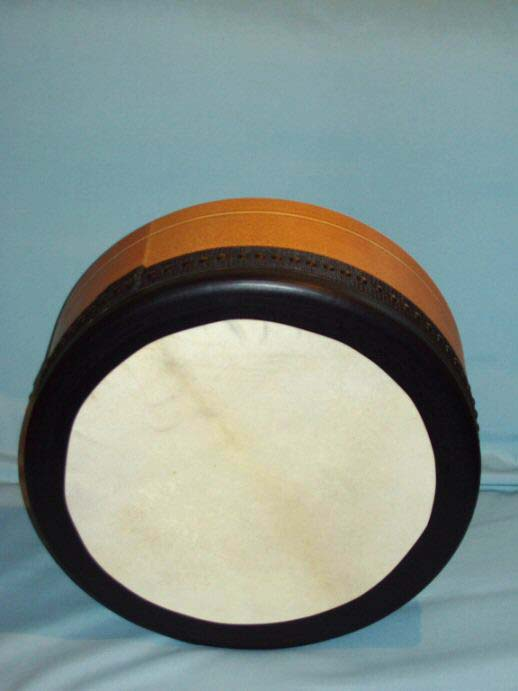
Bodhrán, Vorderseite

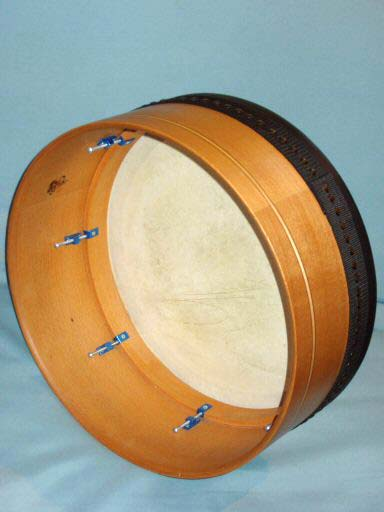
Bodhrán, Rückseite

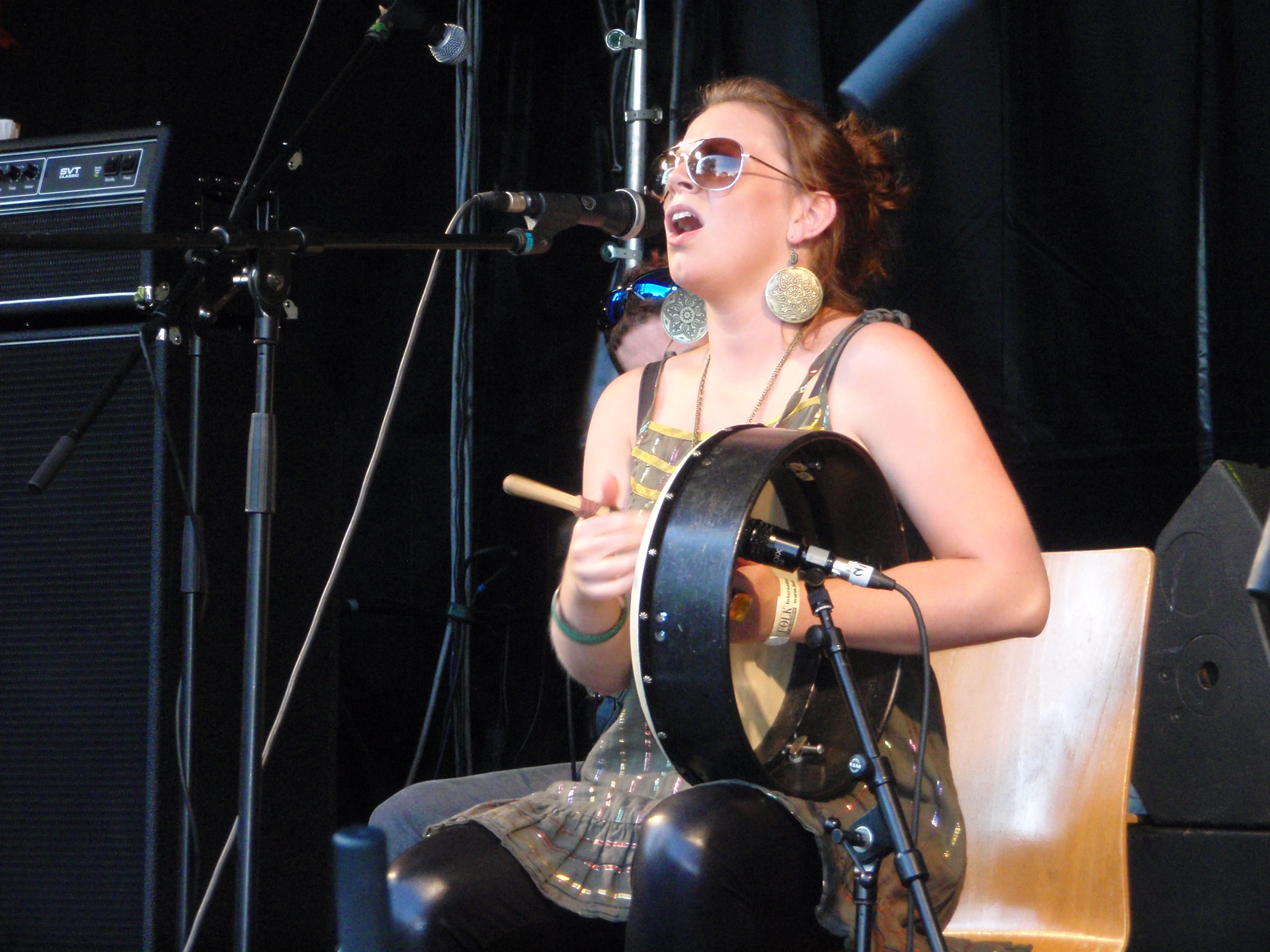
Nicola Joyce von Gráda beim Festival Folk im Schlosshof 2009

Bodhrán ([ˈbɔːrɑːn] oder [ˈbaʊrɑːn]) ist eine irische Rahmentrommel.
Der Durchmesser einer bodhrán reicht von 20 cm bei sehr kleinen Exemplaren bis hin zu 50 cm bei sehr großen Exemplaren. Der Rahmen ist mit einem Fell (oft Ziegenfell) bespannt und bei Bedarf mit einem Kreuz verstärkt. Für die Spieler ist das Spielen mit oder ohne Kreuz eine Geschmacksfrage. Ursprünglich sollte das Kreuz die Stabilität der Trommel erhöhen, da der Rahmen möglicherweise unter der Fellspannung nachgeben könnte. Eine gute bodhrán benötigt also das Kreuz nicht unbedingt. Moderne bodhráns besitzen ein mechanisches Stimmsystem, mit welchem es dem Spieler möglich gemacht wird, die Tonhöhe des Fells zu beeinflussen. Gute Felle lassen sich auf genau definierte Grundtöne stimmen (entsprechend der Musik i. d. R. D oder G).

## Geschichte
Der Name stammt vom irischen Wort bodhar ab, welches taub, stumpf, benommen oder auch dumpf bedeuten kann. Das Wort bodharaí steht für einen hohlen Ton einer Trommel. Vom Wort bodhar, das heute ungebräuchlich ist, leitet sich aus dem Mittelalter das engl. Wort „to bother“ ab. Der Nachweis des Wortes geht auf eine Schrift aus dem 15. Jahrhundert zurück, eine medizinische Anleitung, in der ein aufgeblähter Bauch mit dem Klang einer Trommel (bhodhrán) beschrieben wird. Das Wort bodhran war auch in alten Lexikatexten vor 1827 in Gebrauch. Auf Abbildungen eines irischen Malers (Maclise), die ca. 1850 entstanden sind, sieht man eine Rahmentrommel, bei der die linke Hand des Spielers innen das Fell berührt und die rechte die typische Bewegung auszuführen scheint. Ein Ursprung aus dem Wort Schellentrommel „Tambourine“ ist unwahrscheinlich.
Die Rahmentrommeln können auf frühen Handelswegen nach Irland gekommen sein. Rahmentrommeln sind weltweit vertreten und haben sich eventuell aus Sieben entwickelt, wie sie in frühzeitlicher Landwirtschaft eingesetzt wurden.
Wie weitere Forschungen ergeben haben, fanden sich in einigen Bereichen Kerrys schon in den 1920er Jahren einige Bodhranhersteller, die damals nicht nur für die lokalen Musiker, sondern auch schon für Touristen gebaut haben, die bodhrán war also damals schon ein beliebtes Souvenir. Eine erste Aufnahme ist aus dem Jahre 1927 bekannt, zumindest hört man da Flöte und Trommel, ob es sich um eine bodhrán mit Schellen oder um ein Tambourine handelt, ist nicht bekannt. Die Popularität der bodhrán steigt seit den 1950ern und 1960ern durch Bands wie The Chieftains, Planxty und Stockton’s Wing stetig an. Trotz ihrer irischen Herkunft erfreut sich die bodhrán in Bezug auf keltische Musik besonders in Schottland und Neufundland wachsender Popularität.

## Spieltechniken

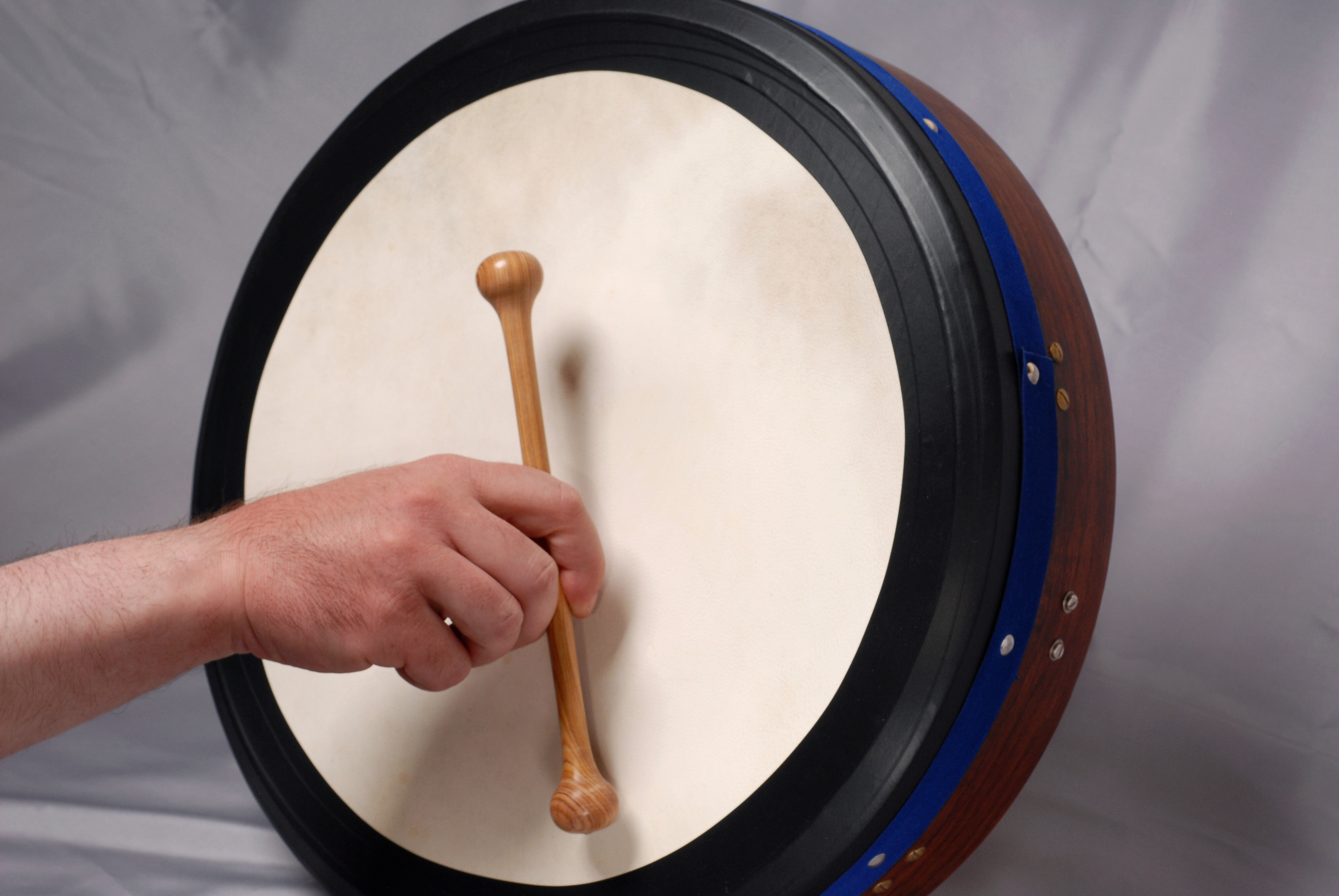
Bodhrán, Kerry-Style

Normalerweise wird die bodhrán im Sitzen gespielt, wobei sie auf dem Oberschenkel des Spielers steht. Der Rechtshänder berührt mit seiner linken Hand die Innenseite des Fells und kann so durch Druck und verschiedene Handpositionen die Tonhöhe variieren oder Dämpfungseffekte erzielen. Mit der rechten Hand wird die bodhrán mit einem Holzschlägel, dem tipper, beater oder stick gespielt.

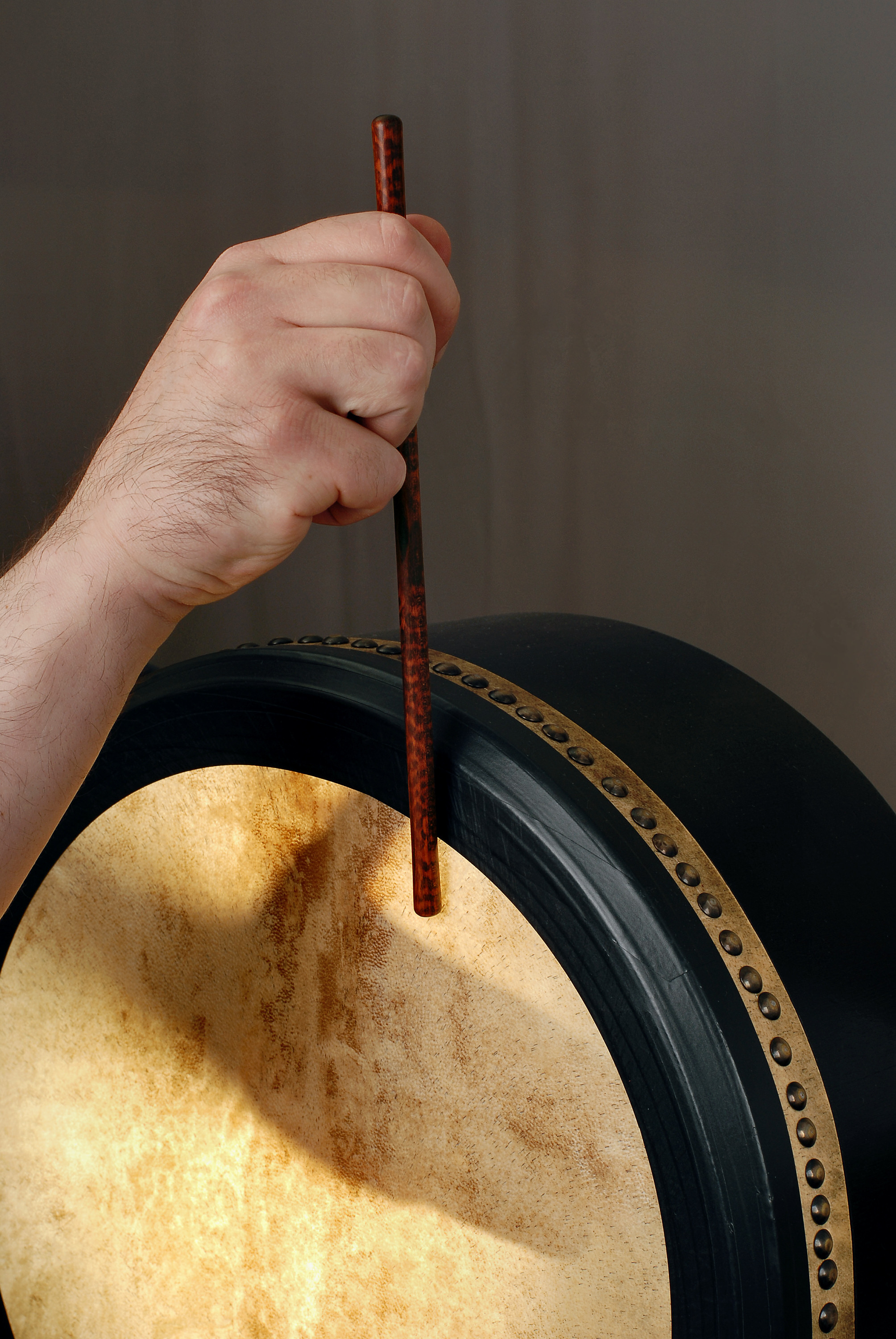
Bodhrán, Top-end-Style

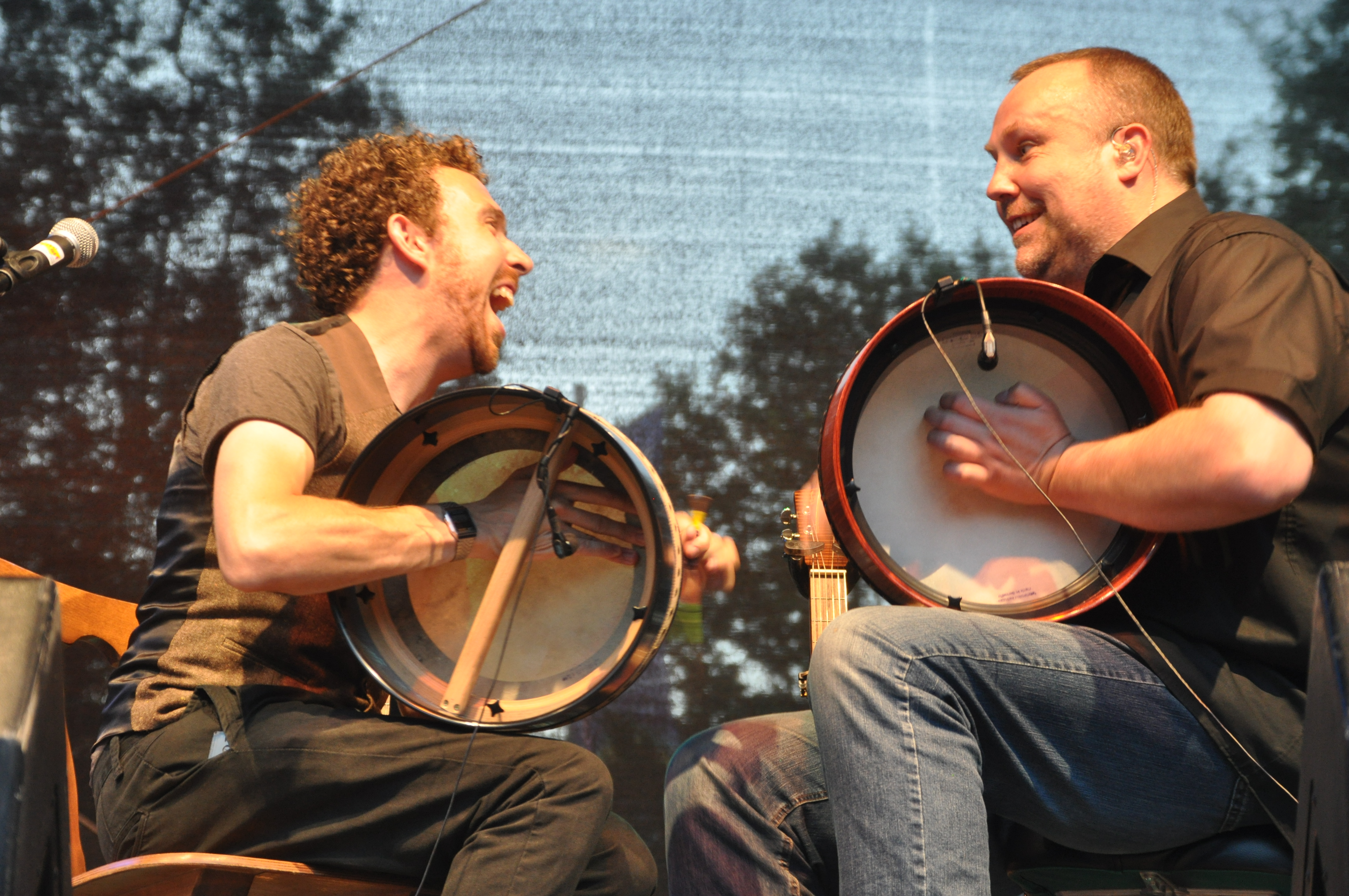
Eamon Murray (Beoga) und Rolf Wagels (Cara) beim Folk am Neckar 2013

Man unterscheidet bei den Schlägen zwischen upstroke und downstroke, also zwischen „Aufschlag“ und „Abschlag“. Der Tipper wird in einer rotierenden Bewegung über das Fell bewegt. Um Verzierungen anzubringen, kann man auch einen Doppelschlag ausführen, bei dem beim downstroke auch der obere Teil des Tippers das Fell berührt (Roll oder Triplet) und so den unverwechselbaren Klang der bodhrán erzeugt.
Davon abgesehen variiert die Spielweise eines jeden Spielers im Detail ein wenig. So spricht man zum Beispiel vom
- Kerry-Style, bei dem der Tipper zwischen Daumen, Zeigefinger und Mittelfinger (bzw. Daumen, Mittelfinger und Ringfinger) wie ein Stift gehalten wird. Außerdem beschreibt dieser Stil eine sich etwas mehr auf bloßen Rhythmus konzentrierende Spielweise als beispielsweise der
- Top-end-Style. Dieser bezeichnet den Anschlagspunkt des Sticks, der bei diesem Stil nicht wie bei den anderen eher unten oder in der Mitte des Fells liegt, sondern oben. Außerdem liegt hier eine fast vertikale Stickhaltung vor. Im Allgemeinen ermöglicht dieser Stil eine melodiösere Spielweise mit einem hohen Tonumfang.

Häufig kommen aber auch Mischformen der Techniken vor.

## Bodhránspieler
Bekannte internationale Bodhránspieler sind Johnny „Ringo“ McDonagh, Colm Murphy, Jim Sutherland, Tommy Hayes, Seamus O’Kane, Mel Mercier, Junior Davey, Frank Torpey, Eamon Murray, John Joe Kelly, Svend Kjeldsen, Caroline Corr, Eivør Pálsdóttir, James McNally und Dave King. Einige deutsche Bodhránspieler sind Klaus Gehrmann, Esther Kuck, Guido Plüschke, Thórralf Schuh, Rolf Wagels, Thomas „Pínto“ Heuer.

## Bodhrán-Hersteller (Auswahl)
Albert Alfonso, Metloef (jeweils aus den USA), Charlie Byrne, Seamus O’Kane, Darius Bartlett, Malachy Kearns (jeweils aus Irland), David Gormlie (Schottland), Norbert Eckermann (Österreich), Brendan White (Niederlande), Christian Hedwitschak David Roman (jeweils aus Deutschland).

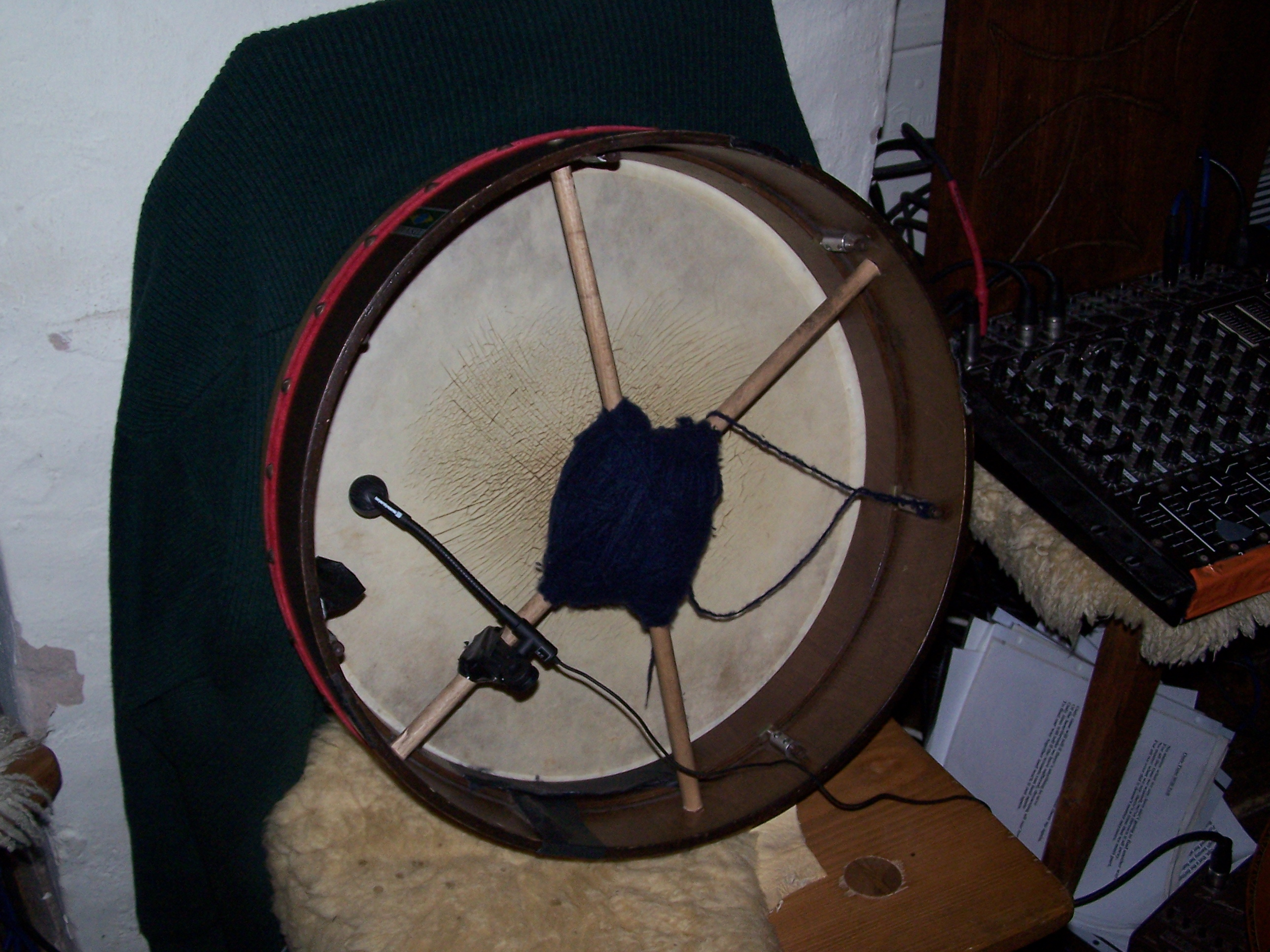
Bodhrán von Bob Bales mit Kreuz und Mikrofon von hinten
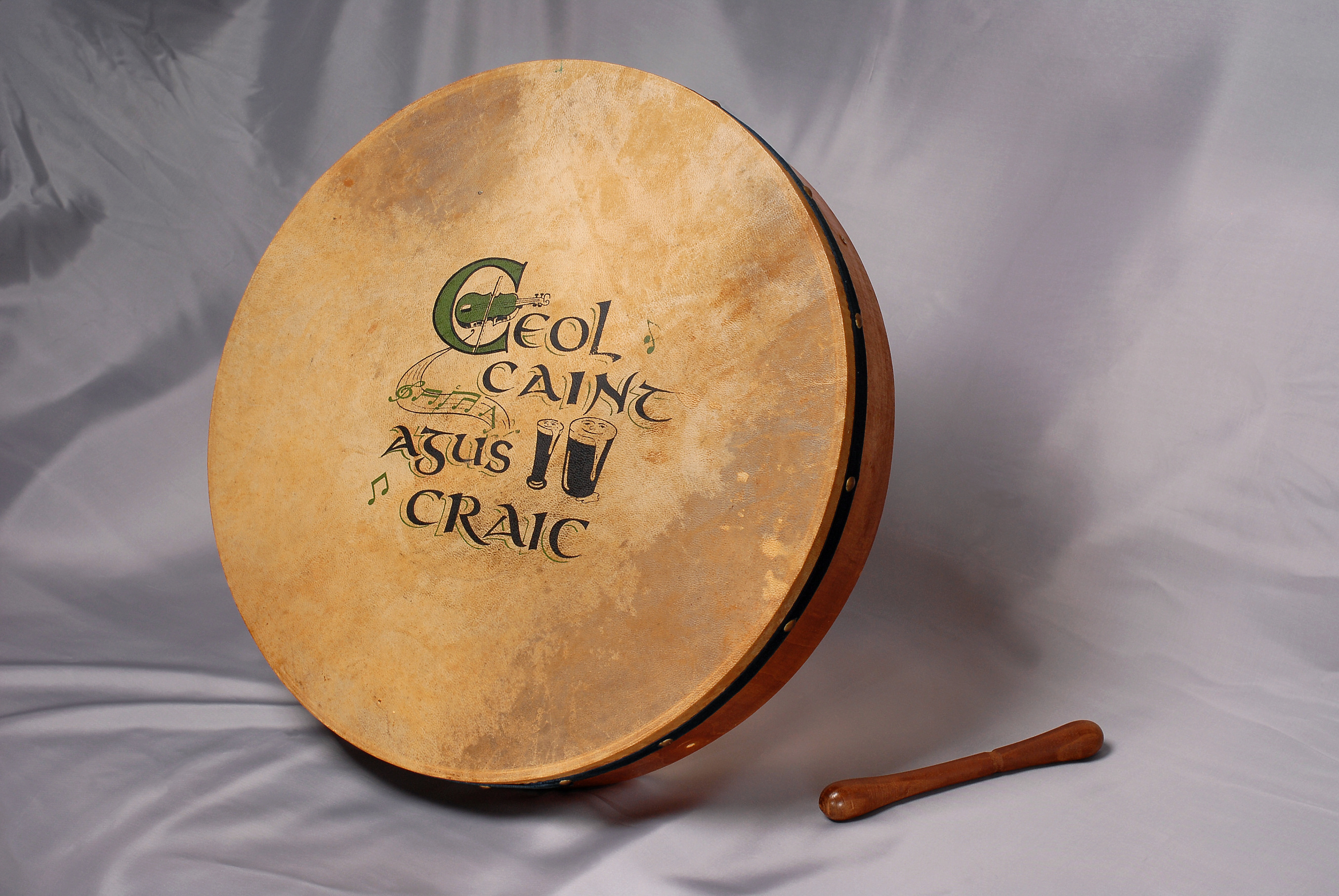
Bemalte Bodhrán für Dekorationszwecke
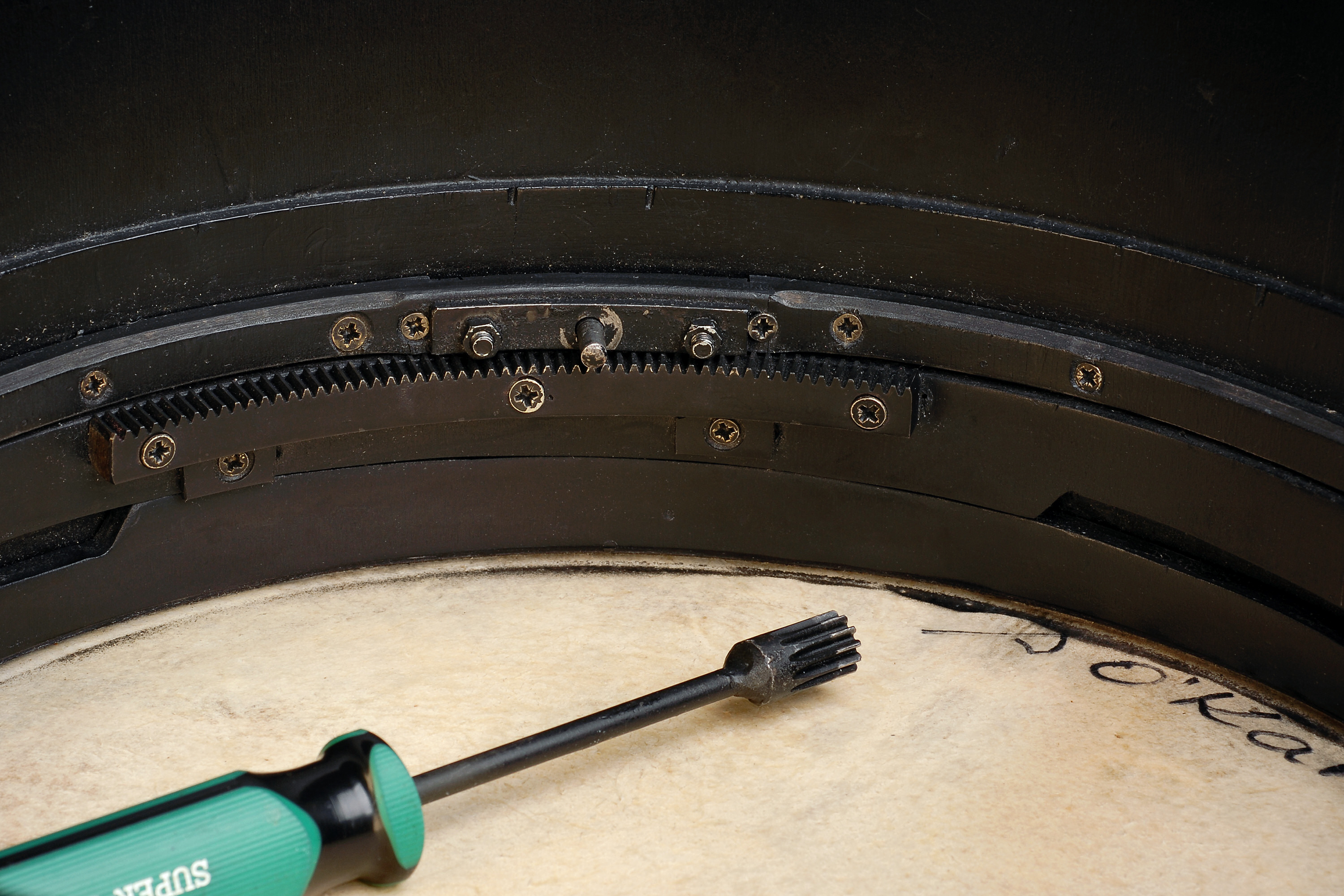
Erstes Ein-Punkt-Stimmsystem von Seamus O’Kane
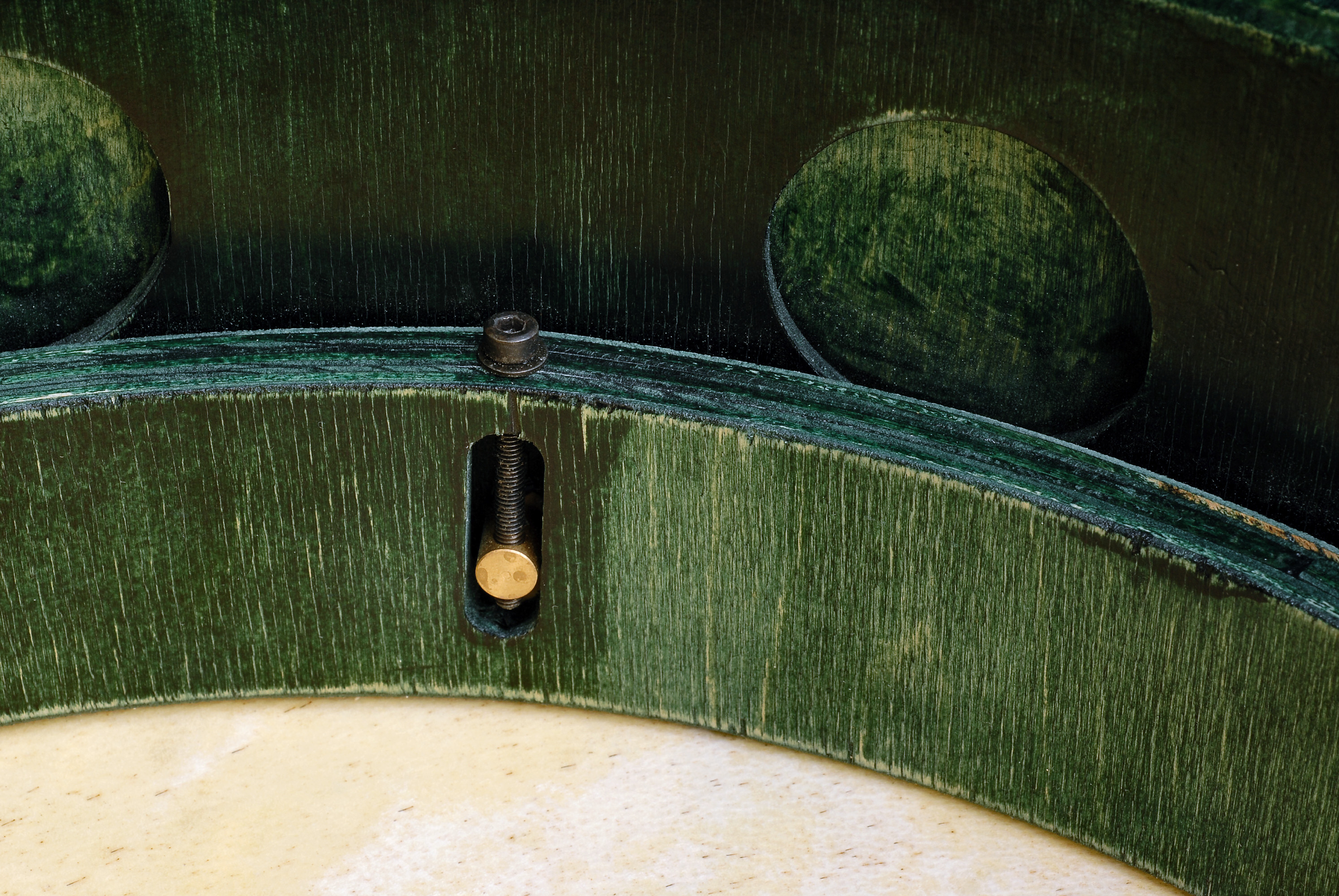
Innenseite einer Brendan White Bodhrán
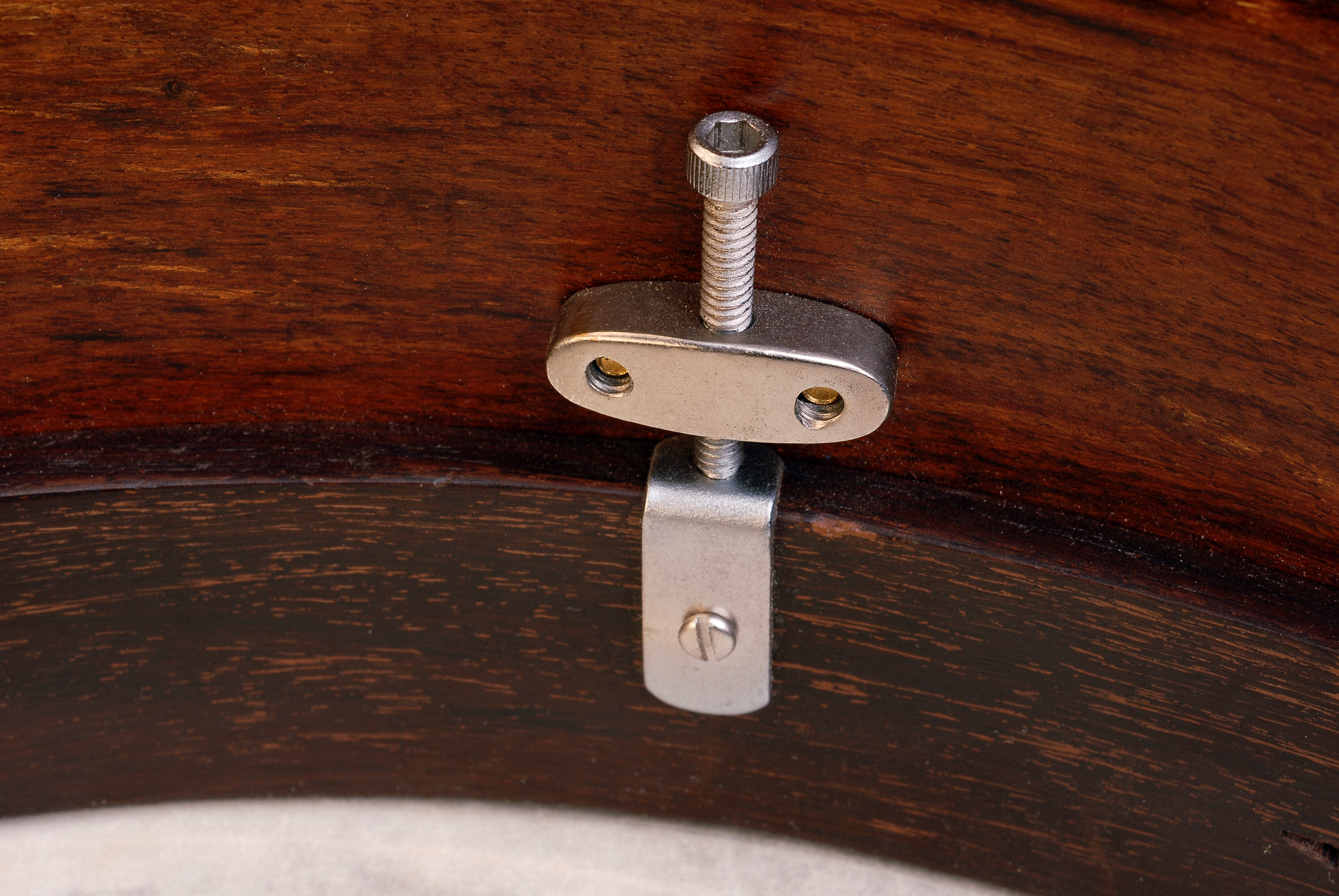
Standard-Stimmsystem einer Bodhrán aus Pakistan
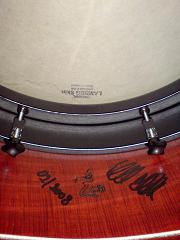
Werkzeugloses Stimmsystem einer Bodhrán von Christian Hedwitschak
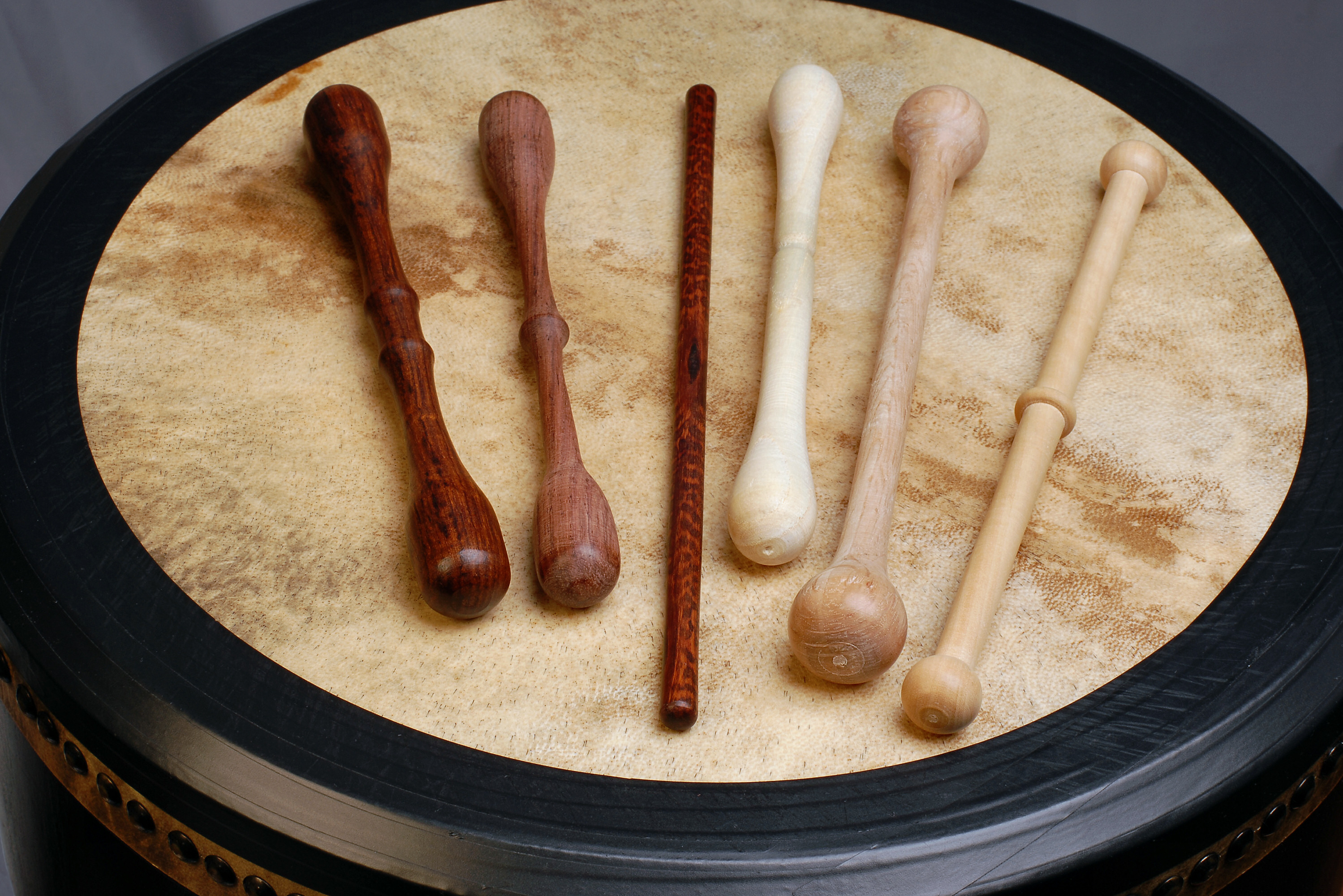
Bodhrán-Schlägel (Beater, Cipin, Stick, …)
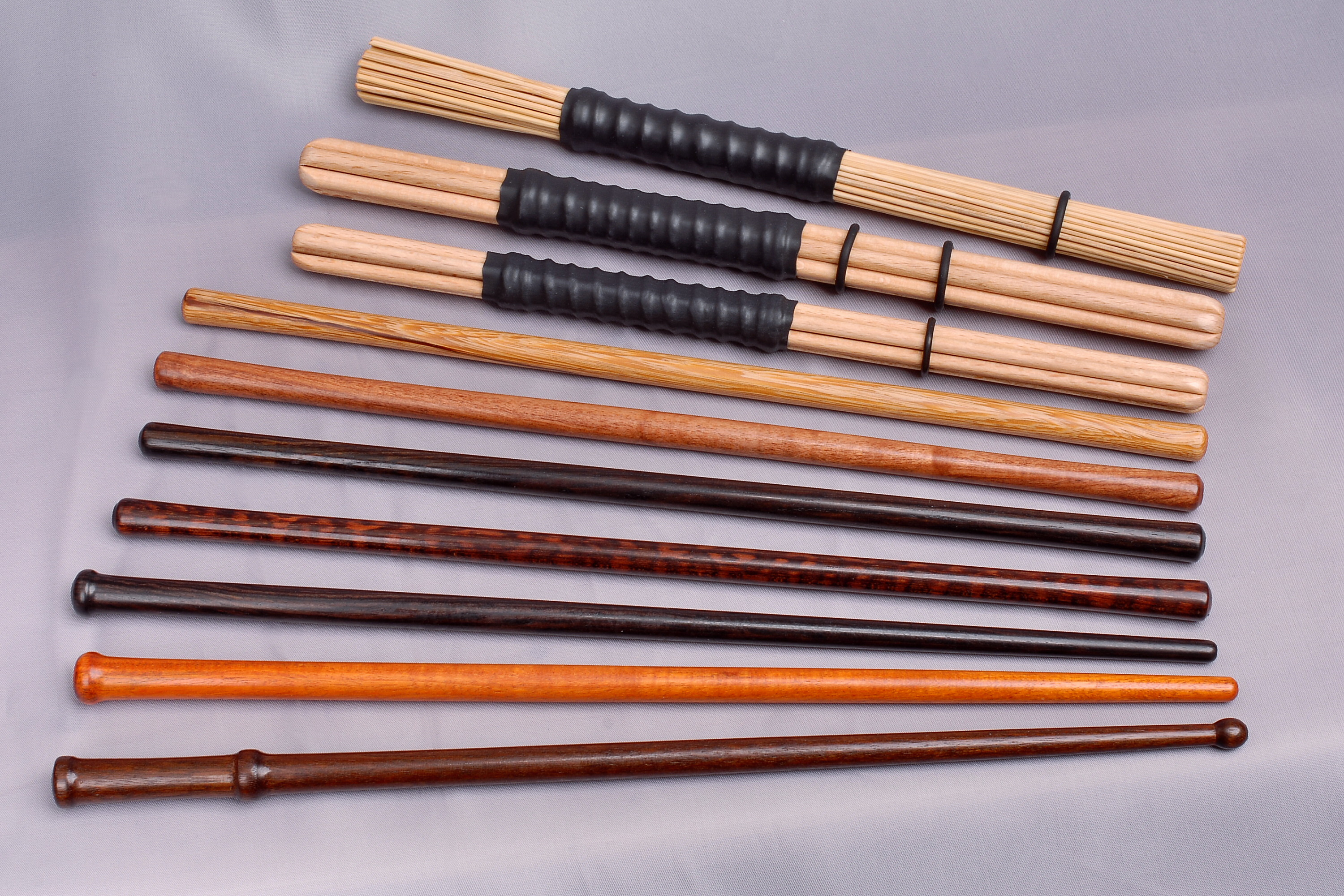
Bodhrán-Schlägel für moderne Spielweisen (Hot Rods, Sticks, Tipper)